# Lukas Weißhaidinger
Lukas Weißhaidinger (* 20. Februar 1992 in Schärding) ist ein österreichischer Diskuswerfer.

## Karriere
Weißhaidinger (Spitzname „Lucky Luky“) wurde in Schärding geboren und lebt in Taufkirchen an der Pram, wo er auch eine eigene Trainingshalle errichtete. Weißhaidinger ist Mitglied des ÖTB-OÖ. Leichtathletik-Verbandes.
Am 1. August 2015 gelang Weißhaidinger bei einem Einladungs-Meeting in Schwechat mit neuem österreichischen Rekord von 67,24 m die Qualifikation zu den Freiluftweltmeisterschaften 2015 und den Olympischen Spielen 2016. Bei den Diskuswurfbewerben bei den Olympischen Spielen in Rio de Janeiro 2016 erreichte Weißhaidinger den sechsten Gesamtrang.
Am 3. September 2016 gewann er den Diskuswurfbewerb beim ISTAF Berlin. Sechs Tage später wurde er beim Finale der Diamond League in Brüssel Dritter. Nach der erfolgreichen Saison 2016 verlagerte er sein Training in die Südstadt und wird seitdem von Gregor Högler trainiert.
Im März 2017 gewann Weißhaidinger den Winterwurf-Europacup auf Las Palmas mit einem Wurf von 65,73 m. Zum Saisoneinstieg nahm er am Shanghai Golden Grand Prix teil und belegte dort Platz vier. Bei den Weltmeisterschaften in London kam er mit 63,76 m auf den neunten Platz.
Im April 2018 verbesserte er auf Teneriffa seinen eigenen österreichischen Rekord um fast einen Meter auf 68,21 m, am 20. Mai folgte mit 68,98 m eine weitere Verbesserung dieser Bestmarke.
Bei den Europameisterschaften 2018 in Berlin im August kam er nur als Elfter ins Finale der zwölf Besten, feierte dann im Finale mit dem Gewinn der Bronzemedaille im Diskuswurf seinen ersten großen Erfolg bei einem internationalen Großereignis.
Im Zuge der Diamond League 2018 qualifizierte sich Weißhaidinger zum zweiten Mal für das Finale in Brüssel. Dort wurde er mit 65,66 m Fünfter. Ein Jahr später qualifizierte er sich erneut für das Finale der Diamond League. Bei diesem erreichte er in Brüssel mit 66,03 m Platz 2 und erhielt einen Scheck über 20.000 Dollar.
Ende September 2019 feierte Lukas Weißhaidinger bei den Weltmeisterschaften in Doha einen sensationellen Erfolg. Zwar kam er in der Qualifikation nur als Zwölfter und Letzter ins Finale, dort trumpfte er aber auf und gewann hinter dem Schweden Daniel Ståhl und dem Jamaikaner Fedrick Dacres mit 66,82 m die Bronzemedaille. Dies war in der 36-jährigen Geschichte der Weltmeisterschaften die erste WM-Medaille für Österreichs Leichtathletik-Männer überhaupt.
Am 9. Juni 2021 verbesserte er in Eisenstadt seinen österreichischen Rekord im Diskuswurf um sechs Zentimeter auf 69,04 m. Einen Monat später erreichte er bei den Olympischen Spielen 2020 in Tokio in der Qualifikation erst nach zwei ungültigen Versuchen im dritten Durchgang mit 64,77 m das Finale. Dort gewann er am 31. Juli 2021 mit einer Weite von 67,07 m hinter den Schweden Daniel Ståhl mit 68,90 m und Simon Pettersson mit 67,39 m die Bronzemedaille. Es war für Österreichs Leichtathletik-Männer die erste Medaille in der Olympiageschichte. Der Oberösterreicher erhielt vom ÖOC als Prämie Philharmoniker-Goldmünzen im Wert von 11.000 Euro, zudem von einer Versicherung eine Prämie in Höhe von 50.000 Euro. In Zürich belegte er beim Finale der Diamond League mit 63,20 m den sechsten Platz.
Nach einem gleich sehr guten Beginn der Freiluftsaison 2022 mit 67,69 m am 11. Mai in Schwechat steigerte Lukas Weißhaidinger seinen österreichischen Rekord am 2. Juni in Eisenstadt auf 69,11 m. Bei den Weltmeisterschaften in Eugene erreichte er in der Qualifikation mit seinem ersten Versuch von 66,51 m das Finale. Dort kam er allerdings nicht über 63,98 m hinaus und belegte nur Platz 10. Auch bei den Europameisterschaften in München blieb Weißhaidinger als Neunter hinter den Erwartungen zurück. Als Zweiter mit 65,70 m hatte er beim Diamond-League-Finale in Zürich aber einen starken Saison-Abschluss.
In seinem ersten Wettkampf 2023 warf Lukas Weißhaidinger mit 67,90 m auf Anhieb das Limit für die Weltmeisterschaften in Budapest. Zwei Tage später, am 19. Mai 2023, verwirklichte er seinen Traum, erstmals die 70-Meter-Marke im Diskuswurf zu überbieten. In Schwechat verbesserte er mit 70,68 m seinen ein Jahr alten österreichischen Rekord von 69,11 m gleich um 1,57 m. Bei den Weltmeisterschaften in Budapest belegte er im August mit 65,54 m den siebenten Platz.
Bei den Europameisterschaften 2024 in Rom wurden die Qualifikation und das Finale am selben Tag, dem 7. Juni 2024, ausgetragen. Mit 63,99 m kam Lukas Weißhaidinger souverän ins Finale. Dort holte er mit 67,70 m Platz 2. Damit gewann Lukas Weißhaidinger nach seinen Bronzemedaillen bei Olympischen Spielen, Weltmeisterschaften und Europameisterschaften erstmals eine Silbermedaille bei einem großen internationalen Wettkampf. Bei den Olympischen Spielen in Paris folgte mit 67,54 m der fünfte Platz. Im Finale der Diamond League belegte er anschließend in Brüssel mit 66,52 m den dritten Platz.
Lukas Weißhaidinger ist aktiver Sportler des Heeressportzentrums des Österreichischen Bundesheers.

## Sonstiges
Weißhaidinger wird von einem eigenen Fanclub unterstützt, der sich „Lucky Luky Fanclub“ nennt und in Taufkirchen an der Pram zuhause ist.
2025 wurde er Vater einer Tochter.

## Ehrungen
- Am 27. Oktober 2016 wurde Lukas Weißhaidinger im Rahmen der Lotterien-Galanacht des Sports mit dem Preis als Aufsteiger des Jahres 2016 ausgezeichnet.[37]
- Am 28. Juli 2021 wurde ein Asteroid nach ihm benannt: (341317) Weisshaidinger.[38]

## Sportliche Erfolge (Auswahl)
- 1. Platz U20-Europameisterschaften 2011 in Tallinn (Diskus)
- 5. Platz U20-Europameisterschaften 2011 in Tallinn (Kugel)
- 6. Platz U20-Weltmeisterschaften 2010 in Moncton (Kugel)
- Doppelgold EYOF Spiele 2009 in Tampare (Kugel, Diskus)
- 4. Platz U18-Weltmeisterschaften in Brixen (Kugel)
- Qualifikation zu den Weltmeisterschaften 2015 in Peking
- 6. Platz bei den Olympischen Spielen in Rio 2016 (Diskus)
- Sieg beim ISTAF Berlin 2016 (Diskus)
- 9. Platz Weltmeisterschaften 2017 (Diskus)
- 3. Platz Europameisterschaften 2018 (Diskus)
- 3. Platz Weltmeisterschaften 2019 (Diskus)
- 3. Platz bei den Olympischen Spielen in Tokio 2020 (Diskus)
- 2. Platz Europameisterschaften 2024 (Diskus)
- österreichischer Rekord 70,68 m (Diskus)